# 다이토구
다이토구(일본어: 台東区 다이토쿠[*])는 일본 도쿄도에 있는 특별구 중 하나이다. 에도 시대부터 번화가로 발전한 아사쿠사, 도쿄의 터미널역 중 하나인 우에노역이 이곳에 있다.

## 지리
도쿄도 구부의 북동쪽에 위치한다. 분쿄구, 스미다구, 아라카와구, 주오구, 지요다구와 접한다. 스미다강이 구를 흐른다.

### 지역
- 아사쿠사(浅草)
- 우에노(上野)
- 야나카(谷中)

## 역사
다이토구는 1947년 3월 16일에 성립되었고 에도 시대의 유곽가인 요시와라가 현재의 다이토구에 있었다.

## 명소

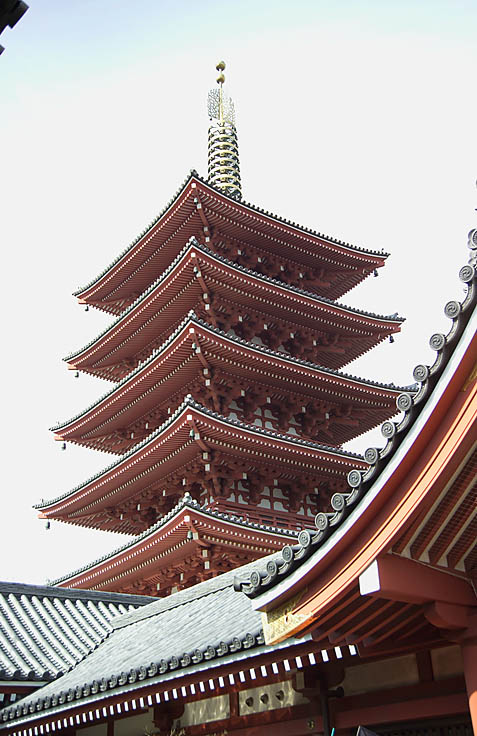
센소지의 탑파

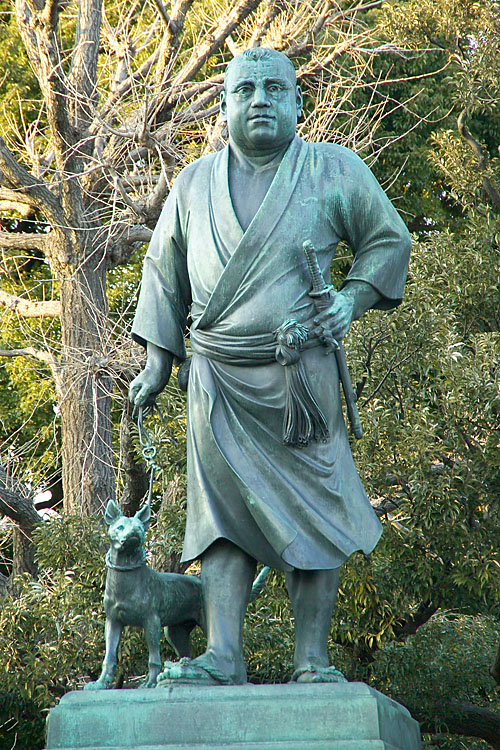
사이고 다카모리의 조각상

### 절과 신사
- 센소지와 카미나리몬
- 아사쿠사 신사
- 아키바 신사
- 칸에이지
- 우에노 동조궁
- 젠쇼안

### 공원
- 우에노 공원
- 아사쿠사 공원
- 스미다 공원
- 야나카 공원
- 구 이와사키 저택정원

### 박물관과 동물원
- 다이묘 시계박물관
- 도쿄 국립박물관
- 도쿄도 미술관
- 국립서양미술관
- 국립과학박물관
- 우에노 동물원

## 교통

### 도로
- 국도 제6호선

### 철도
- 게이세이 전철
  - 본선
    - 게이세이 우에노역
- 도부 철도
  - 이세사키선
    - 아사쿠사역
- 도쿄도 교통국(도에이 지하철)
  - 아사쿠사선
    - (주오구) - 아사쿠사바시역 - 구라마에역 - 아사쿠사역 - (스미다구)

  - 오에도선
    - 우에노오카치마치역 - 신오카치마치역 - 구라마에역
- 도쿄 메트로
  - 히비야선
    - (지요다구) - 나카오카치마치역 - 우에노역 - 이리야역 - 미노와역 - (아라카와구)

  - 긴자선
    - (지요다구) - 우에노히로코지역 - 우에노역 - 이나리초역 - 다와라마치역 - 아사쿠사역
- 동일본 여객철도
  - 게이힌 도호쿠선, 야마노테선(도호쿠 본선)
    - 오카치마치역 - 우에노역 - 우구이스다니역 - 닛포리역

  - 도호쿠 신칸센
    - 우에노역
- 수도권 신도시 철도
  - 쓰쿠바 익스프레스
    - 신오카치마치역 - 아사쿠사역

## 주요 인물
- 가라사와 도시아키 (唐沢 寿明)